# Banyuroto (Nanggulan)
Banyuroto is een bestuurslaag in het regentschap Kulon Progo van de provincie Jogjakarta, Indonesië. Banyuroto telt 3418 inwoners (volkstelling 2010).